# Уейн (окръг, Джорджия)
Вижте пояснителната страница за други значения на Уейн.
Окръг Уейн (на английски: Wayne County) е окръг в щата Джорджия, Съединени американски щати. Площта му е 1681 km², а населението - 26 565 души (2000). Административен център е град Джесъп.